# Ladigesia roloffi
Ladigesia roloffi Géry, 1968, conosciuto comunemente come Caracide nano della Sierra Leone, è un pesce d'acqua dolce appartenente alla famiglia Alestidae, unica specie del genere Ladigesia.

## Etimologia
Il nome del genere è un omaggio all'ittiologo W. Ladiges, mentre il nome della specie un omaggio a un altro ittiologo, Erhard Roloff.

## Distribuzione e habitat
Questa specie è endemica della Sierra Leone, nel bacino idrografico dei fiumi Gbangbaia e Du, dove frequenta piccoli stagni e corsi d'acqua.

## Descrizione

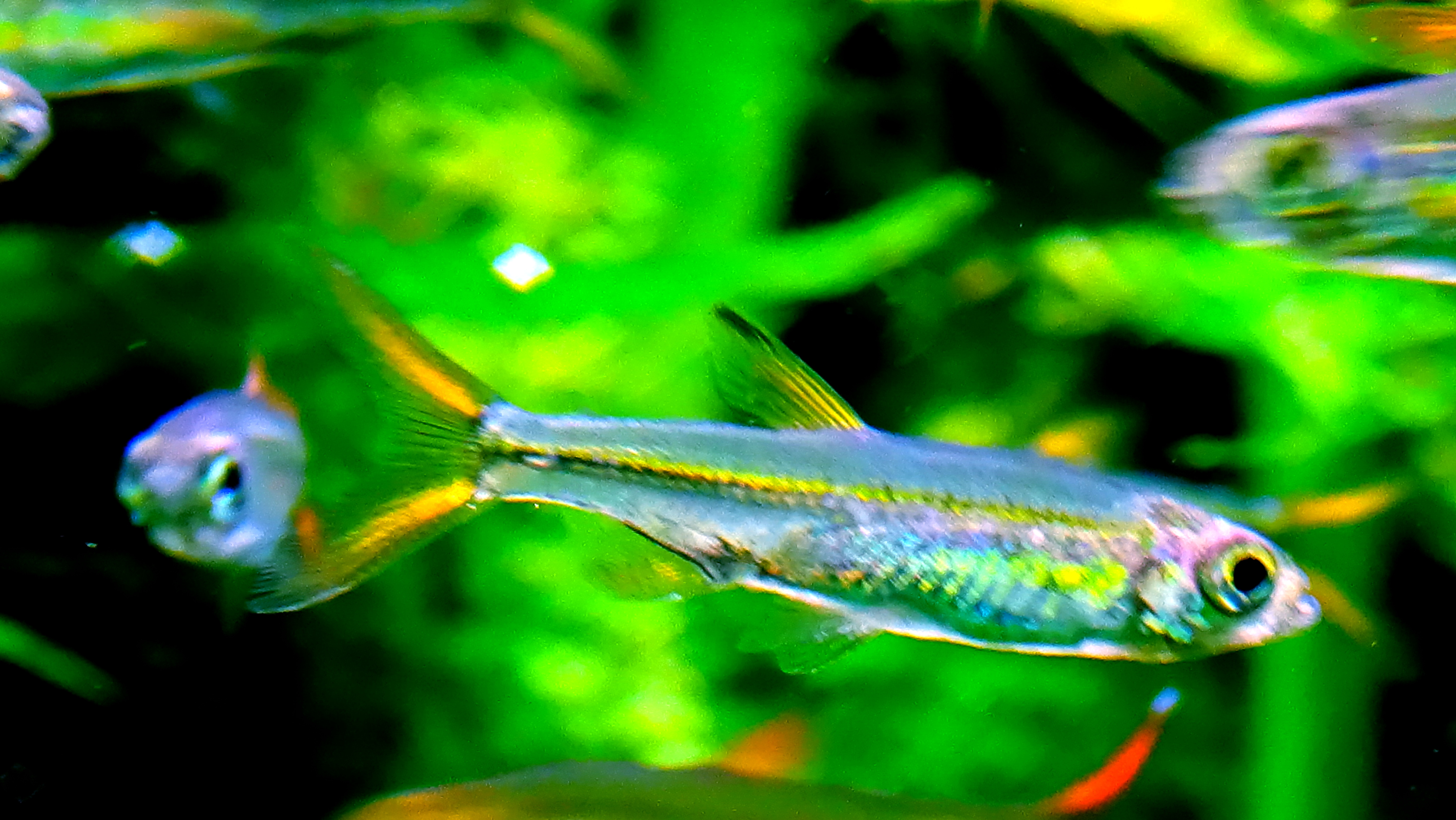
Ladigesia roloffi in movimento

Presenta un corpo sottile e allungato, compresso ai fianchi, con profilo dorsale lineare e ventre poco pronunciato; gli occhi sono grandi. La livrea vede un fondo trasparente tendente al bianco argenteo e al giallo arancio, soprattutto sul dorso, attraversato al centro da una linea sfumata orizzontale nera sottilmente circondata da sfumature gialle. Le pinne sono trasparenti, mentre nella pinna dorsale e nella caudale vi sono parti giallo vivo, orlate di nero. 

Raggiunge una lunghezza massima di 3,1 cm.

## Acquariofilia
Non molto diffuso in commercio per l'acquariofilia. Nell'acquario del Palais de la Porte Dorée a Parigi è allevato un gruppo di L. roloffi.